# 双遼駅
双遼駅（そうりょうえき）は中華人民共和国吉林省四平市双遼市に位置する中国国鉄瀋陽鉄路局が管轄する駅である。

## 所属路線
- 中国国鉄
  - 平斉線：起点の霍林河駅から93km。
  - 大鄭線：本駅終点。起点の大虎山駅から370km。

## 歴史
旧称は「鄭家屯駅」であり、かつて一等駅であった。錦州鉄路局(南満洲鉄道)の鄭家屯鉄路分局が設置されていたが、分局が通遼に移転したことにより現在は二等駅に降格されている。2014年5月12日には双遼駅への改称と新駅舎の使用開始に伴い、旧駅舎は解体された。

## 隣の駅
中国国鉄
平斉線
金宝屯駅 - 双遼駅 - 山場屯駅
大鄭線
白市駅 - 双遼駅